# GX Водолея
GX Водолея (лат. GX Aquarii) — одиночная переменная звезда в созвездии Водолея на расстоянии (вычисленном из значения параллакса) приблизительно 11869 световых лет (около 3639 парсеков) от Солнца. Видимая звёздная величина звезды — от +14,2m до +12,8m.

## Характеристики
GX Водолея — жёлто-белая пульсирующая переменная звезда типа RR Лиры (RRAB) спектрального класса F. Эффективная температура — около 6726 К.